# Arteria apendicular
La arteria apendicular es una arteria que se origina en la arteria ileocólica.

## Ramas
Según el Diccionario enciclopédico ilustrado de medicina Dorland, 27ª edición, se ramifica en los ramos del segmento proximal para la base del apéndice y la rama recurrente ileal.

## Recorrido
Desciende por detrás de la terminación del íleon y entra en el mesenterio del apéndice vermiforme; discurre cerca del margen libre de este mesenterio y termina en ramas que irrigan el apéndice.

## Distribución
Distribuye la sangre hacia el apéndice vermiforme.